# Општина Малу ку Флори (Дамбовица)
Малу ку Флори (рум. Malu cu Flori) општина је у Румунији у округу Дамбовица.
Oпштина се налази на надморској висини од 534 m.